# 116丁目駅 (IND8番街線)
116丁目駅（116ちょうめえき、英: 116th Street）はニューヨーク市地下鉄IND8番街線の駅である。マンハッタン区ハーレムの116丁目と8番街の交差点に位置し、A系統が深夜のみ、B系統が平日23時まで、C系統が深夜を除く終日停車する。

## 駅構造
| G          | 地上階                         | 出入口 |
| P ホーム階 | 相対式ホーム、右側のドアが開く | 相対式ホーム、右側のドアが開く |
| P ホーム階 | 北行緩行線                     | ← 深夜帯：インウッド-207丁目駅行き（125丁目駅） ← 平日：ベッドフォード・パーク・ブールバード駅行き、145丁目駅行き（125丁目駅） ← 168丁目駅行き（125丁目駅）                                                           |
| P ホーム階 | 北行急行線                     | ← 深夜帯以外：通過 ← 通過 |
| P ホーム階 | 南行急行線                     | → 深夜帯以外：通過 → → 通過 → |
| P ホーム階 | 南行緩行線                     | → 深夜帯：モット・アベニュー駅行き（カテドラル・パークウェイ-110丁目駅）→ 平日：ブライトン・ビーチ駅行き（カテドラル・パークウェイ-110丁目駅）→ ユークリッド・アベニュー駅行き（カテドラル・パークウェイ-110丁目駅）→ |
| P ホーム階 | 相対式ホーム、右側のドアが開く | |

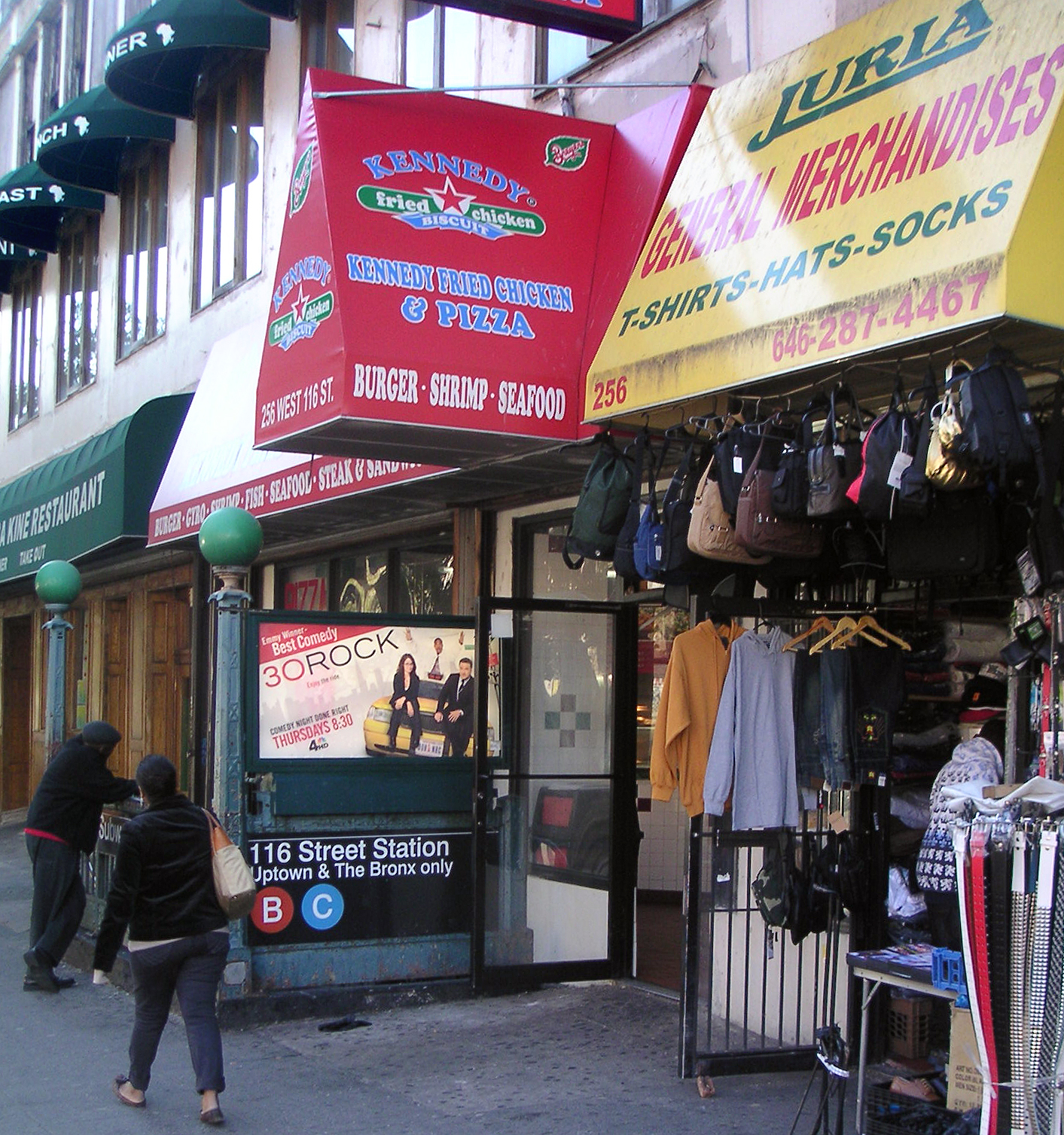
北行ホーム入口階段

この駅は1932年9月10日に開業、2面4線で両側に相対式ホーム2面と南北緩行線、中央に南北急行線がある。ホーム壁面には青地に白のサンセリフ体で「116TH ST.」と書かれた駅名標があり、周りを黒で囲んでいる。また、黒地に白で「116」と書かれた小さな標や出口方向を示す標もある。ホーム上に等間隔で立っている青の柱にはニューヨーク市地下鉄標準の黒地に白の駅名標が掲げられている。
この駅は「2015-2019年 MTA投資計画」の一環として改装される予定である。

### 出入口
改札は全部ホーム階に位置し、改札内にホーム間連絡通路はない。北行ホームの改札口からの階段は西116丁目と8番街の交差点東側に出て、南行ホームの改札口からの階段は交差点西側に出る。
| 出口の場所                   | 出口の種類 | 出口の数 | ホーム行先 |
| ---------------------------- | ---------- | -------- | ---------- |
| 西116丁目と8番街の交差点北西 | 階段       | 1        | 南行       |
| 西116丁目と8番街の交差点南西 | 階段       | 1        | 南行       |
| 西116丁目と8番街の交差点北東 | 階段       | 1        | 北行       |
| 西116丁目と8番街の交差点南東 | 階段       | 1        | 北行       |

また、このほかにも駅北端にも改札口がありこちらは西118丁目北側に出ていたが現在は閉鎖されている。